# Burni Telong
Burni Telong is een bestuurslaag in het regentschap Bener Meriah van de provincie Atjeh, Indonesië. Burni Telong telt 403 inwoners (volkstelling 2010).